# Scyphax crescentia
Scyphax crescentia là một loài chân đều trong họ Scyphacidae. Loài này được Lewis miêu tả khoa học năm 1998.